# Il limite valicabile
Il limite valicabile è il decimo album degli Uochi Toki, registrato nel Fiscerprais Studio e pubblicato da La Tempesta Dischi il 10 marzo 2015, come doppio CD e download digitale. Il disegno sulla copertina dell'album è stato realizzato da Dr. Pira.

## Tracce

### CD 1:Un Disco Rap
1. Un Pezzo Rap
2. Don't Legislaizah (con Sin/Cos)
3. Bim Bum Cha (con Campidilimoni Tokinawa)
4. Dialectatron punto VST
5. Rest In Prose, Rest In Poetry (con Murubutu)
6. Uranium Age Crew (con Zona MC)
7. Talento e Merito Tradotti In Inglese Diventano Altre Cose (con Miike Takeshi)
8. Krust and Curious (con Eell Shous)
9. Shake Your Assets

### CD 2:La fine dell'era della comunicazione
1. Whole Grain
2. Una Cena
3. Urina Spray
4. Vai a FFT
5. Linea Temporale
6. Clisper
7. Corpus Sonico
8. LFDEDC (con Matteo Marson)
9. Voglio Sentire Le Urla Del Re (con Matteo Marson)
10. La Mosca Nell'Organonico
11. La Luce Si Accumulava Nell'Angolo Della Stanza
12. Kasa
13. Il Riscaldamento Della Colonia

## Formazione

### Uochi Toki
- Matteo "Napo" Palma - voce, testi
- Riccardo "Rico" Gamondi - basi

### Featuring
- Campidilimoni Tokinawa
- Eell Shous
- Matteo Marson
- Miike Takeshi
- Murubutu
- Sin/Cos
- Zona MC